# Georg Schumann
Georg Alfred Schumann (ur. 25 października 1866 w Königstein, zm. 23 maja 1952 w Berlinie) – niemiecki kompozytor i dyrygent.

## Życiorys
Brat Camilla. Pochodził z rodziny muzycznej, jego dziadek był kantorem, ojciec natomiast miejskim dyrektorem muzycznym. Uczył się w Dreźnie u Carla Augusta Fischera, Bernharda Rollfussa i Friedricha Baumfeldera. Następnie w latach 1882–1888 studiował w konserwatorium w Lipsku, gdzie jego nauczycielami byli Carl Reinecke i Salomon Jadassohn. Od 1890 do 1896 roku prowadził towarzystwo śpiewacze w Gdańsku. W latach 1896–1899 dyrygował orkiestrą filharmonii w Bremie. W 1900 roku osiadł w Berlinie, gdzie objął kierownictwo tamtejszej Singakademie. W 1907 roku został członkiem berlińskiej Akademie der Künste, gdzie od 1913 do 1945 roku prowadził mistrzowską klasę kompozycji. W 1934 roku został wybrany jej przewodniczącym. W 1916 roku otrzymał tytuł doktora honoris causa Uniwersytetu Berlińskiego.
Skomponował m.in. 2 symfonie, uwertury orkiestrowe Liebesfrühling i Lebensfreude, 2 sonaty skrzypcowe, 2 kwintety fortepianowe, oratorium Ruth, szereg utworów fortepianowych, pieśni, Passacaglia na organy na temat J.S. Bacha.